# Белява
Беля̀ва (на полски: Bielawa; на немски: Langenbielau) е град Югозападна Полша, Долносилезко войводство, Джержоньовски окръг. Административно е обособен в самостоятелна градска община с площ 36,21 км2.

## География
Градът се намира в историческата област Долна Силезия. Разположен е на 64,3 км югозападно от войводския център Вроцлав, на 33,1 км югоизточно от Валбжих и на 6,3 км южно от окръжния център Джержоньов, в северното подножие на Сововите планини.

## История
Първото споменаване на селището в писмен източник датира от 1288 г. През 1924 г. получава градски права.

## Население
Според данни от полската Централна статистическа служба, към 31 декември 2014 г. населението на града възлиза на 30 987 души. Гъстотата е 856 души/км2.
Демографско развитие:

## Личности
Родени в града:
- Кристиан Готлоб Дириг- немски индустриалец
- Гжегож Мостович-Герщ – полски актьор
- Хуберт Климко-Добжанецки – полски писател
- Януш Гора – полски футболист
- Наталия Грошяк – полска певица
- Александра Квашневска – полска певица

## Градове партньори
Към 7 октомври 2015 г. Белява има сключени договори за партньорство с пет града.
- Чатъм-Кент, Канада
- Хронов, Чехия
- Костелец над Орлици, Чехия
- Линген (Емс), Германия
- Чеханов, Полша

## Фотогалерия
- Главният площад
- Гора Паркова
- Църква „Успение Богородично“
- Панорама
- Язовир „Судети“
- Обиколният път